# Indriði Sigurðsson
Indriði Sigurðsson (Reykjavík, 12 ottobre 1981) è un ex calciatore islandese, di ruolo difensore.

## Carriera

### Club
Iniziò la sua carriera nel KR Reykjavik, e poi andò in Norvegia per giocare nel Lillestrøm SK nell'anno 2000. Nel Settembre 2003 andò al KRC Genk, in Belgio. Indriði tornò KR Reykjavik il 29 luglio 2006. Dopo una breve sosta al KR egli venne venduto al F.C. Lyn Oslo l'8 di agosto.

### Nazionale
Tra il 2000 e il 2014 Sigurðsson ha indossato per 65 volte, segnando due reti, la divisa dell'Islanda. Debuttò il 31 gennaio 2000 contro la Norvegia, giocando la prima parte di gara, sostituito da Bjarni Þorsteinsson. Le due reti da lui siglate risalgono all'8 settembre 2004, nel corso della gara contro l'Ungheria valida per le Qualificazioni al campionato mondiale di calcio 2006, quando segnò il gol del temporaneo 2-2, e al primo aprile 2009, quando, durante una partita valida per le Qualificazioni al campionato mondiale di calcio 2010, segnò il gol del temporaneo 1-1

## Palmarès

### Club
- Campionato islandese: 1

KR: 1999
- Coppa d'Islanda: 1

KR: 1999
- Coppa di Lega islandese: 3

KR: 1998, 2016, 2017